# Barn af Irak
Barn af Irak er en dansk portrætfilm fra 2010 instrueret af Ala'A Mohsen.

## Handling
For 14 år siden flygtede Ala'A fra Irak til Danmark sammen med sine familie. Lige siden har Ala'A, i modsætning til resten af sin familie, forsøgt at ignorerer sin irakiske baggrund. Da Ala'As mor en dag lægger en flybillet tur/retur til Irak på skivebordet, vælger han at tage udfordringen op. Konfrontationen med en fortrængt fortid giver et medrivende indblik i Ala'As personlige rejse tilbage til et land, han for længe siden forlod for evigt.